# Axiom Mission 1
Axiom Mission 1 (Ax-1) byl let americké kosmické lodi Crew Dragon firmy SpaceX pro společnost Axiom Space. Start prvního letu vesmírných turistů lodí Crew Dragon k Mezinárodní vesmírné stanici (ISS) se odehrál 8. dubna 2022 a přistání 25. dubna 2022. Tři účastníky, z nichž každý za svůj let do vesmíru zaplatil 55 milionů amerických dolarů, na jejich podle plánu dvanáctidenní, ve skutečnosti však sedmnáctidenní misi doprovázel profesionální astronaut.

## Kosmická loď Crew Dragon
Crew Dragon je kosmická loď pro lety s posádkou navržená v rámci programu NASA CCDev, (Commercial Crew Development) společností SpaceX, především pro dopravu astronautů na Mezinárodní vesmírnou stanici. SpaceX ale loď používá i pro další účely mimo spolupráci s NASA (komerční programy Inspiration4, Axiom Space a Polaris).

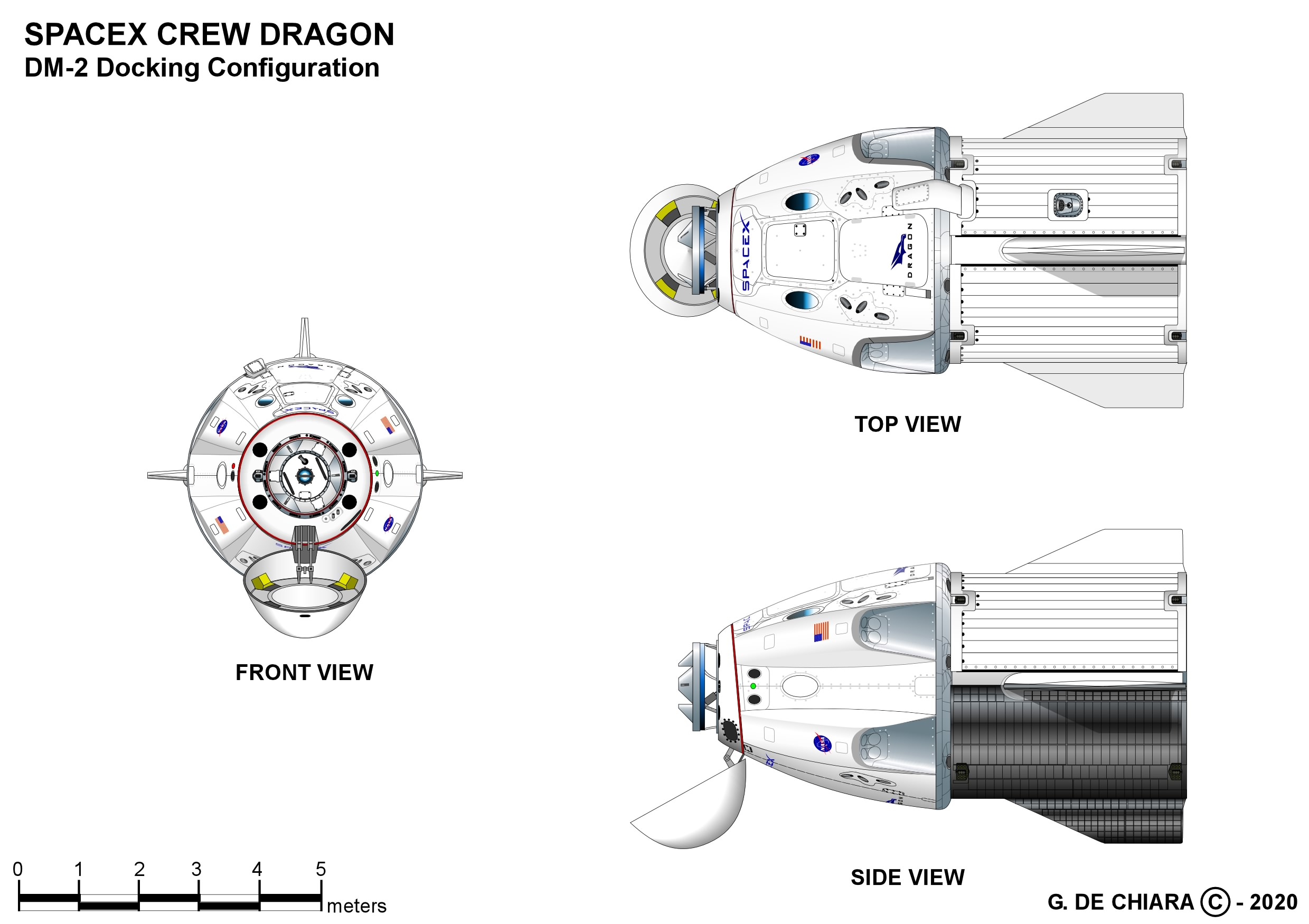
Crew Dragon v letové konfiguraci.

Crew Dragon tvoří znovupoužitelná kabina kónického tvaru a nástavec v podobě dutého válce (tzv. trunk). V kabině je hermetizovaný prostor o objemu 9,3 m3, v němž lze umístit sedačky až pro sedm osob (NASA pro lety k ISS využívá 4 místa). Nástavec je možné využít pro dopravu nákladu, který nemusí být umístěn v hermetizovaném prostoru (např. zařízení určeného pro umístění na vnější straně ISS, tedy v otevřeném kosmickém prostoru. Sestava kabiny a nástavce ve startovní pozici měří na výšku 8,1 metru a v průměru má 4 metry.

## Posádka
Hlavní posádka:
- Michael López-Alegría (5), Axiom Space – velitel
- Larry Connor (1), turista – pilot
- Ejtan Stibbe (1), turista – letový specialista
- Mark Pathy (1), turista – letový specialista

V závorkách je uveden dosavadní počet letů do vesmíru včetně této mise.
Záložní posádka:
- Peggy Whitsonová (4), Axiom Space – velitelka
- John Shoffner (1), turista – pilot

## Vědecký program
Společnosti Axiom Space od počátku příprav prohlašovala, že už její první let – začátek cesty k vypuštění a provozu první komerční vesmírné stanice na světě – bude mít svůj vlastní vědecký program. Později bylo zveřejněno, že jeho součástí bude kolem 25 experimentů.
Larry Connor naváže na výzkumy, které v posledním desetiletí pomáhal financovat v nemocnicích Mayo Clinic a Cleveland Clinic. V prvním případě půjde o studium vlivu vesmírné cesty na zdraví srdce a na senescentní buňky – buňky, které se přestaly dělit a jsou spojeny s mnoha nemocemi souvisejícími s věkem. Spolupráce s Cleveland Clinic se pro změnu zaměřuje na studium účinků mikrogravitace během kosmického letů na páteř a mozkovou tkáň.
Eytan Stibbe během své mise uskuteční vědecké experimenty z astrofyziky, zemědělství, optiky, komunikace, biologie, zdravotnictví, neurologie a oftalmologie. Ty byly vybrány ve spolupráci s Izraelskou kosmickou agenturou a Ministerstvem inovací, vědy a technologie Izraele tak, aby mělo potenciál vést k technologickým, vědeckým a lékařským objevům schopným ovlivnit kvalitu lidského života na Zemi a budoucnost dlouhodobých misí lidstva mimo rodnou planetu.
Mark Pathy se zapojí do vědeckých výzkumných projektů ve spolupráci se kanadskými univerzitami a nemocnicemi, s Kanadskou královskou geografickou společností a se dvěma technologickými startupy. Měl by se zúčastnit historicky první vesmírné ukázky obousměrné holoportace – pro komunikaci na dálku s kolegy na Zemi použije aplikaci pro smíšenou realitu se speciálními čočkami umožňujícími třírozměrnou projekci ve formě hologramu. Provádět bude také mnohá pozorování Země v oblasti dopadů změny klimatu nebo urbanizace a bude součástí výzkumu, který se týká chronické bolesti a poruch spánku, nebo projektu zkoumání neuro-okulárního syndromu, který se projevuje změnami zrakové ostrosti během kosmických letů.

## Průběh letu

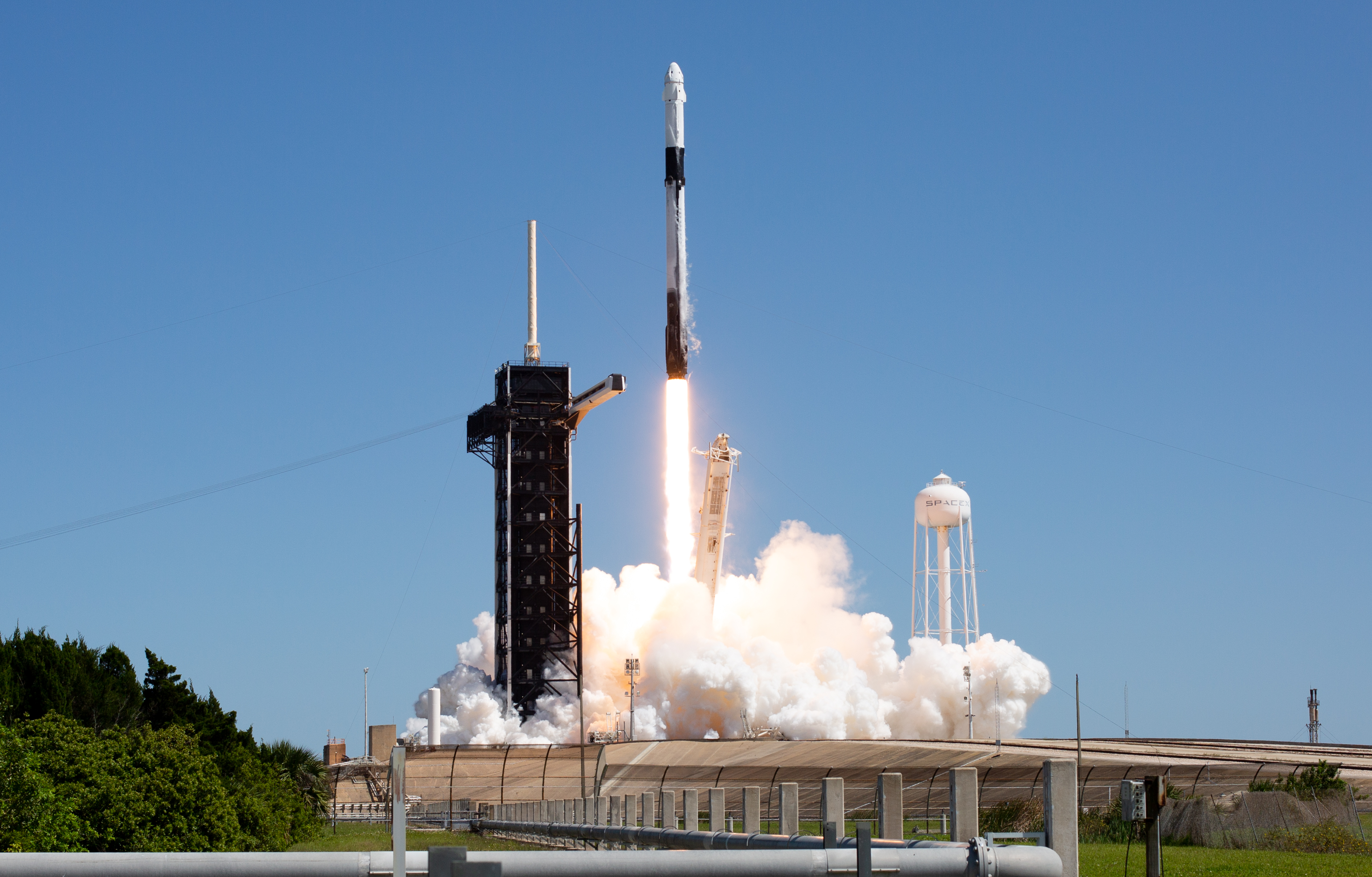

Mise – původně plánované na říjen 2021 – se měl zúčastnit americký herec Tom Cruise s režisérem Dougem Limanem, kteří chtěli na ISS natáčet film, jejich let ale byl o jeden až dva roky odložen. Start se třemi vesmírnými turisty byl původně avizován na 21. února 2022, v prosinci 2021 byl odložen o týden na 28. února a 18. ledna 2022 NASA oznámila, že přípravy letu míří ke startovnímu dni 31. března 2022. O měsíc později byl zveřejněn nejdřívější termín startu 3. dubna, což NASA po týdnu upřesnila na 17:13 UTC s tím, že přednostně bude dokončen test tankování kompletu rakety SLS a lodi Orion pro misi Artemis I, naplánovaný na nedaleké rampě 39B na dny od 1. do 3. dubna 2022. Už o tři dny později, 28. března, NASA oznámila posun startu Axiom-1 o další tři dny, nejdříve na 6. dubna, a 3. dubna bylo na základě zpoždění při průběhu testu SLS rozhodnuto o dalším odkladu, tentokrát na 8. dubna. V tento den loď Crew Dragon Endeavour v 15:17:12 UTC odstartovala.
Ke spojení s Mezinárodní vesmírnou stanicí došlo v sobotu 9. dubna 2022 v 12:29 UTC. Spojení se zpozdilo přibližně o 45 minut oproti plánu kvůli nutnosti vyřešit potíže s přenosem videa z lodi na ISS.
Původně plánovaný odlet ze stanice 19. dubna 2022 ve 14:35 UTC byl v důsledku nevhodného očekávaného počasí v místě přistání o půl dne odsunut na 20. dubna okolo 02:00 UTC s plánovaným přistáním v 19:24 UTC. Také tento termín však byl nedlouho před odletem kvůli počasí zrušen s tím, že nejbližším možným časem odletu je půlnoc z 21. na 22. dubna, pokud bude v přistávacích zónách v Mexickém zálivu nebo v Atlantském oceánu vhodné počasí. Poté byl 21. dubna byl zveřejněn nový plánovaný čas odpojení 24. dubna v 00:35 UTC i přistání téhož dne v 17:46 UTC, ale o den později byl odlet ze stanice o 2 hodiny uspíšen na 23. dubna v 22:30 UTC. Ovšem zhruba sedm hodin před plánovaným odletem přišel další odklad kvůli přetrvávajícímu větru v místě přistání, tentokrát na 25. dubna v 00:55 UTC s přistáním kolem 17:00 UTC téhož dne.
Tento termín odletu od ISS se již skutečně naplnil, byť s lehkým zpožděním v 01:10 UTC. V 17:06 UTC pak následovalo přistání do vod Atlantského oceánu nedaleko floridského města Jacksonville.
Tři platící astronauti za svůj prodloužený pobyt na ISS nemuseli uhradit žádný dodatečný poplatek. Ředitel provozu společnosti Axiom Space Derek Hassmann novinářům během telekonference pro média po přistání řekl, že zpoždění nejsou neobvyklá a že s nimi předem počítala smlouva, kterou s NASA podepsali.